# Giulio Facibeni
Giulio Facibeni (ur. 29 lipca 1884 w Galeata; zm. 2 czerwca 1958) – włoski Czcigodny Sługa Boży Kościoła katolickiego.

## Życiorys
Urodził się w wielodzietnej rodzinie. Jego ojciec był z zawodu szewcem, a matka gospodynią domową. Po maturze rozpoczął studia na uniwersytecie we Florencji. W dniu 21 grudnia 1907 roku otrzymał święcenia kapłańskie, a w maju 1910 roku założył klub katolickich Włochów. Był założycielem Dzieła Boskiej Opatrzności Madonny del Grappa na rzecz osieroconych dzieci. Podczas II wojny światowej ratował Żydów. Zmarł 2 czerwca 1958 roku w opinii świętości; na jego pogrzeb przybyło wielu wiernych; został pochowany na cmentarzu Rifredi. Obecnie trwa jego proces beatyfikacyjny. W dniu 2 września 1996 roku przyznano mu pośmiertnie tytuł Sprawiedliwy wśród Narodów Świata.